# Dopravní podnik měst Liberce a Jablonce nad Nisou
Dopravní podnik měst Liberce a Jablonce nad Nisou a. s. (tschechisch für Verkehrsbetrieb der Städte Liberec und Jablonec nad Nisou AG) ist ein Verkehrsunternehmen in Tschechien. Es betreibt den öffentlichen Personennahverkehr in der nordböhmischen Stadt Liberec und der Nachbarstadt Jablonec nad Nisou. Die Aktiengesellschaft befindet sich vollständig in kommunalem Besitz.

## Omnibus

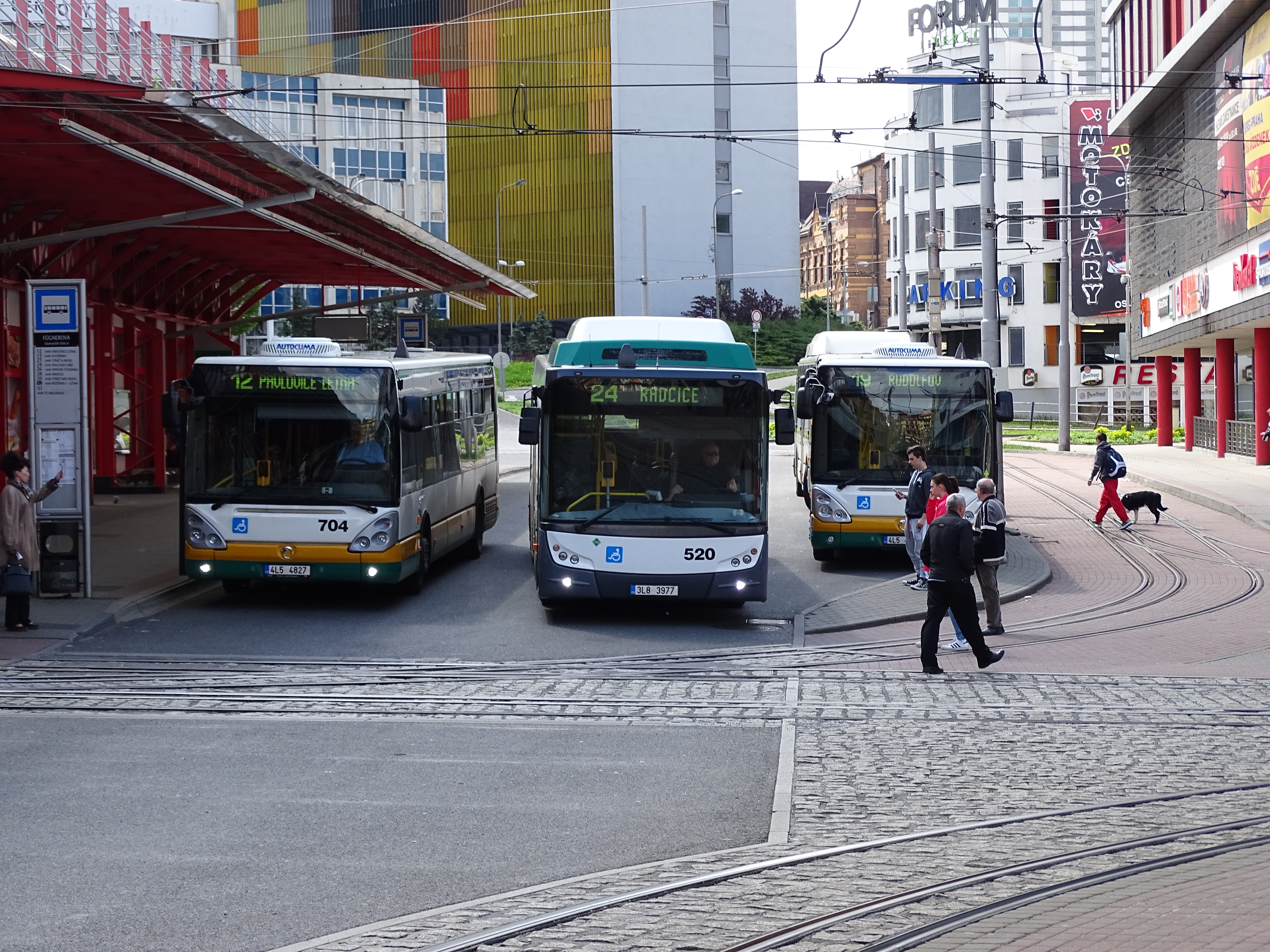
Busse am Hauptterminal

Die städtischen Omnibusse bedienen den Verkehr auf insgesamt 26 Linien.